# ニコラウス2世 (ローマ教皇)
ニコラウス2世 (Nicholas II, 990年/995年 - 1061年7月27日)は、ローマ教皇(在位：1059年 - 1061年)。俗名はブルゴーニュのジェラール (Gérard de Bourgogne) で、教皇となる以前はフィレンツェの司教だった。

## 対立教皇・ベネディクト10世との抗争
1058年当初、トゥスクルムのトゥスクラーニ家などの貴族の支持を受けたベネディクトゥス10世が教皇に選出された。しかし、一部の枢機卿は買収があったとして選挙の不当性を主張し、ローマから追放された。イルデブラント（後のグレゴリウス7世）は、ベネディクトゥス10世への対抗を表明してジェラールへの支持集めに走った。
1058年、反ベネディクトクス10世派の枢機卿らはシエナでジェラールを対立教皇ニコラウス2世として擁立した。
ニコラウス2世はローマへ進行する途上のストリで会議を開き、ベネディクトゥス10世の廃位と破門を宣言した。その後、ニコラウス2世の支持者がローマを制圧、ベネディクトゥス10世は逃亡し、これをもって彼の教皇位は事実上失われたとされている。
ニコラウス2世はノルマン人の援助を得て、ベネディクトゥス10世やその支持者への報復戦争を進めた。1059年初のカンパーニャの戦いでは完全な勝利を得られなかったが、同年パレストリーナ、トゥスクルム、ヌメンタヌムを占領し、秋にはベネディクトゥス10世の籠っていたガレリアを奪取、ここに至ってこの対立教皇は降伏し、教皇位を放棄した。

## ノルマン人との関係
ニコラウス2世は自らの地位を確保するため、早くからノルマン人と関係を持った。また、キリスト教徒の手でムスリムを破り、シチリア首長国を奪回するという彼自身の野望のために、ノルマン人は完璧な軍事力だとみていた。この頃のノルマン人は南イタリアに強力な国家を建設しており、1059年後半にはメルフィにおいて、ニコラウス2世、イルデブラント、フンベルトゥス枢機卿、モンテ・カッシーノのデジデリウス大修道院長らがロベルト・イル・グイスカルドにアプーリア、カラブリア、シチリアの公爵位を、リッカルド・ドレンゴットにカプア公国を、教会の擁護の誓約と引き換えに厳かに与えた。
8世紀ごろに作成されたとされる偽書のコンスタンティヌスの寄進状は、東西ローマ帝国からの教皇庁の独立を運命づけるものであった。その最初の成果が、ガレリア獲得におけるノルマン人の援助と、教皇庁のローマ貴族による支配からの脱却であった。

## ミラノの従属
この間、ニコラウス2世はミラノにおけるパタリア派、大司教、聖職者らの争いを調停するため、ペトルス・ダミアニとルッカのアンセルムをミラノに派遣した。破滅的な聖職闘争に直面していたミラノのウィドー大司教は教皇特使の前に服従した。1059年4月の復活祭にラテラノ宮殿で開催した教会会議にウィドーらミラノ人の司教たちを強制的に出席させることで、ローマのミラノに対する優越を確立したこの勝利を喧伝した。この会議は、後にグレゴリウス改革として知られるイルデブラントの聖職者の規律粛正を推進したばかりでなく、教皇選挙の大改革を実現したことで教会史に大きな足跡を残すことになる。

## 選挙改革
従来、コンクラーベ（教皇の選挙）は皇帝の権力が遠方のドイツからローマへ介入できるほどに強い場合を除き、ローマの貴族によって左右されていた。対立教皇ベネディクトゥス10世の登場はその結果の一つであり、ニコラウス2世はコンクラーベの改革を志した。1059年の教会会議において、ニコラウス2世は113人もの司教をローマに呼び寄せ、コンクラーベの手続きを含む数々の改革について議論し、改革案を採用した。この結果教会はローマの世俗勢力からの独立を宣言し、この後教皇はローマで開かれる枢機卿会議で選出されることとなった。

## 神聖ローマ帝国との対立と死去
急速な教皇庁の権力拡大を進めるニコラウス2世は、当然の帰結ながら神聖ローマ帝国との対立を回避できなかった。イタリアの支配権を主張する皇帝ハインリヒ4世とは激しく衝突したが、その争いの半ばにしてニコラウス2世は1061年6月、重病にかかり死期を悟った。そこで彼はシチリア王国やノルマン人の支持の下、アレクサンデル2世を後継に指名し、7月27日に死去した。しかしハインリヒ4世の母で摂政のアグネス・フォン・ポワトゥーは対立教皇ホノリウス2世を擁立し、教皇位は1064年まで再び分裂することとなった。神聖ローマ帝国と教皇庁の対立はその後も続き、ニコラウス2世の側近だったイルデブラントがグレゴリウス7世としてアレクサンデル2世の跡を継いだことで、両者は決定的な正面衝突を迎えることとなる。